# Michael Hancock (Politiker)

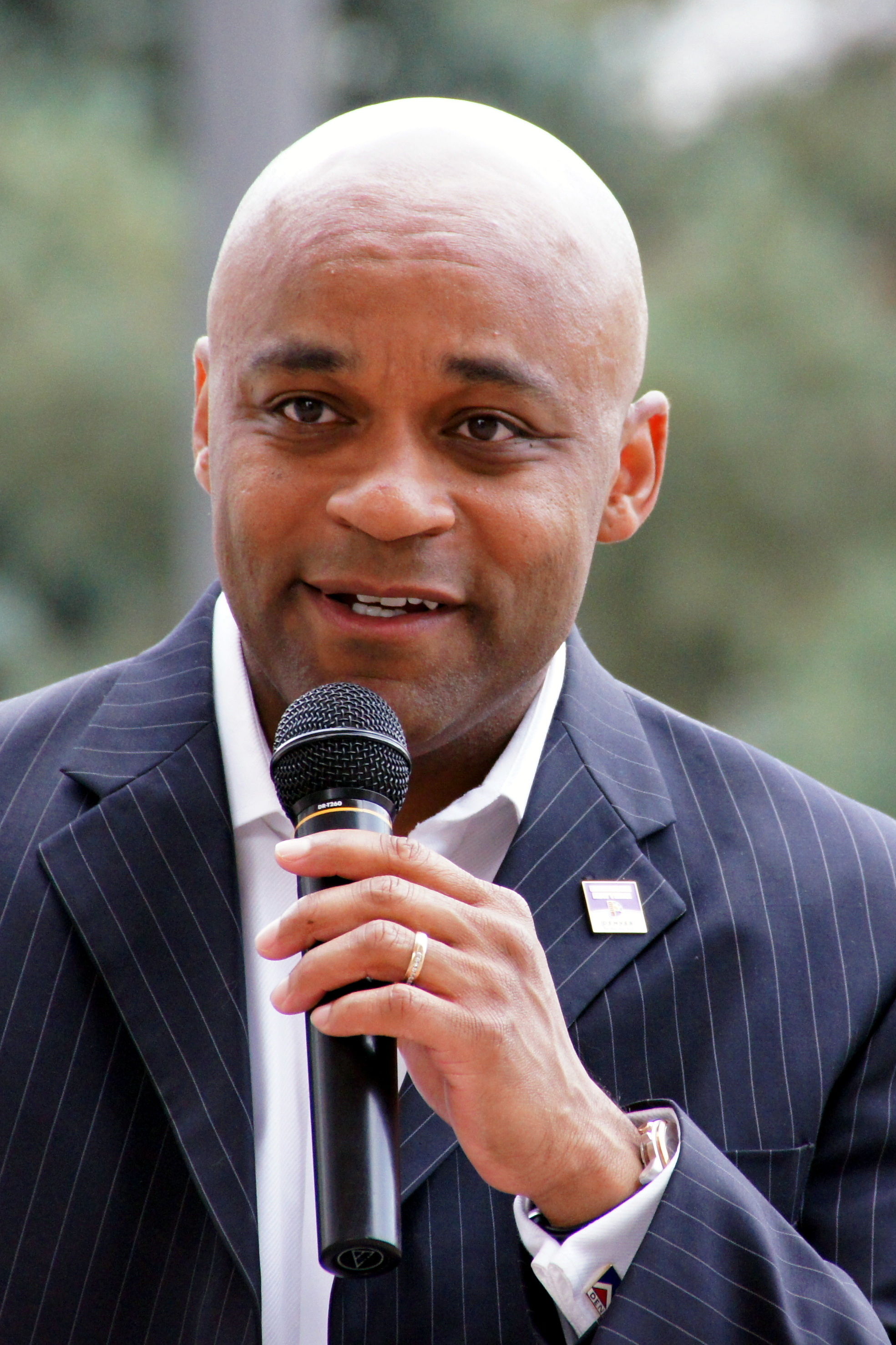
Michael Hancock, 2012

Michael B. Hancock (* 29. Juli 1969 in Fort Hood) ist ein US-amerikanischer Politiker (Demokratische Partei) und 45. Bürgermeister von Denver.
Michael Hancock kam im Alter von zehn Monaten nach Denver und wuchs hier auf. In seiner Jugend spielte er das Maskottchen der Denver Broncos. Er studierte Politikwissenschaft, zunächst am Hastings College, wo er einen Bachelor-Grad erwarb. Er erwarb einen Master in Politikwissenschaft an der University of Colorado Denver.
Er war aktiv in der National Civic League und war örtlicher Vorsitzender der Urban League. Nachdem er in der Wohnungsbehörde Denvers tätig gewesen war, wurde Hancock in den Stadtrat Denvers gewählt, dem er acht Jahre von 2004 bis 2011 angehörte. Er war zeitweise Präsident des Stadtrates (2006 bis 2008). 2011 wurde er Bürgermeister von Denver. Zuletzt wurde Hancock 2019 wiedergewählt.
Während der COVID-19-Pandemie in den Vereinigten Staaten geriet Michael B. Hancock landesweit in die Kritik. Er hatte öffentlich dazu aufgerufen, Reisen zu Thanksgiving zu unterlassen, war aber selbst verreist.
Hancock ist verheiratet und Vater von drei Kindern.